# Die Planeten
Die Planeten (englischer Originaltitel: The Planets oder auch The Planets Suite) ist eine Orchestersuite des englischen Komponisten Gustav Holst. Das Werk trägt die Opuszahl 32. Holst komponierte dieses Stück in den Jahren 1914 bis 1916 für ein großes Sinfonieorchester, im letzten Satz, Neptun, kommt zusätzlich ein sechsstimmiger Frauenchor zum Einsatz. Es handelt sich um spätromantische Programmmusik, deren Charakter später großen Einfluss auf die Filmmusik ausübte und deren unmittelbare Wirkung auf den Zuhörer vor allem durch die monumentalen Klangeffekte und dem Reichtum an Klangfarben des Orchesters entsteht.
Während Die Planeten in der Anglosphäre und besonders in Großbritannien häufig aufgeführt werden, ist das Stück im deutschsprachigen Raum eher selten im Konzertsaal zu hören.

## Sätze
Die Planeten bestehen im Original aus sieben Sätzen; jeder Satz trägt den Namen eines Planeten unseres Sonnensystems beziehungsweise der römischen Gottheit, nach der der Planet benannt ist. Die Erde und der erst 1930 entdeckte Pluto wurden nicht berücksichtigt.
| Deutscher Titel                       | Englischer Titel                | Tempobezeichnungen                                                     | Audio |
| ------------------------------------- | ------------------------------- | ---------------------------------------------------------------------- | ----- |
| Mars, der Kriegsbringer               | Mars, the Bringer of War        | Allegro                                                                |       |
| Venus, die Friedensbringerin          | Venus, the Bringer of Peace     | Adagio – Andante – Animato – Tempo I                                   |       |
| Merkur, der geflügelte Bote           | Mercury, the Winged Messenger   | Vivace                                                                 |       |
| Jupiter, der Bringer der Fröhlichkeit | Jupiter, the Bringer of Jollity | Allegro giocoso – Andante maestoso – Tempo I – Lento maestoso – Presto |       |
| Saturn, der Bringer des Alters        | Saturn, the Bringer of Old Age  | Adagio – Andante                                                       |       |
| Uranus, der Magier                    | Uranus, the Magician            | Allegro – Lento – Allegro – Largo                                      |       |
| Neptun, der Mystiker                  | Neptune, the Mystic             | Andante – Allegretto                                                   |       |

Die Spieldauer beträgt zwischen 50 und 60 Minuten. Im Wesentlichen entspricht die Reihenfolge der Sätze der von der Sonne ausgehenden Planetenfolge im Sonnensystem, nur dass Mars und Merkur vertauscht sind.
Erstmals war die Suite am 29. September 1918 in einer privaten Aufführung in der Queen’s Hall in London zu hören; der Dirigent war Adrian Boult. Die öffentliche Uraufführung des gesamten Werkes – vorher wurden nur Teile gespielt – fand unter dem Dirigenten Appleby Matthews am 10. Oktober 1920 in Birmingham statt. Am 11. Mai 2000 wurde das Werk mitsamt dem von Colin Matthews komponierten Stück „Pluto – Der Erneuerer“ aufgeführt.

## Thematischer Hintergrund
Das Konzept des Werks ist nicht astronomischer, sondern astrologisch-kosmologischer Natur. Es ist inspiriert von der antiken Vorstellung der sieben Planetengötter und deren Rezeption in der modernen Astrologie. Daher gibt es auch keine Sätze über Sonne und Mond, die zu den sieben antiken Planetengöttern zählten. Die Planeten Uranus und Neptun, die in der Antike und der Renaissance noch nicht entdeckt waren, werden aber berücksichtigt, da sie in dem für die moderne Astrologie relevanten kosmologischen System zu den sieben relevanten Planeten zählen. Clifford Bax gab Holst eine Einführung in die Astrologie und inspirierte ihn damit letztlich zu diesem Werk. Jeder Satz soll Gedanken, Gefühle, Eigenschaften thematisieren, die mit der entsprechenden römischen Gottheit in Verbindung gebracht werden. Einen weiteren Ausgangspunkt bildete das Buch „Was ist ein Horoskop“ von Alan Leo, dem Holst unter anderem die Inspiration zu den Untertiteln der einzelnen Sätze („The Bringer of…“ etc.) entnahm.
Die Planeten entstand zunächst in einer Fassung für zwei Klaviere, mit der Ausnahme des für eine einzelne Orgel komponierten Neptun, da Holst den Klang des Klaviers als zu hart und direkt für eine derart geheimnisvolle, weit entfernte Welt wie den Neptun empfand. Er instrumentierte die Suite jedoch auch für ein großes Orchester einschließlich Orgel, im letzten Satz (wortlos) begleitet von einem Frauenchor.
Das Konzertpublikum zeigte sich bereits bei der Uraufführung von dem Stück begeistert. Obgleich Die Planeten bis heute Holsts bekanntestes Werk sind, zählte der Komponist selbst sie jedoch nicht zu seinen gelungensten Arbeiten und äußerte später seine Enttäuschung darüber, dass alle seine anderen Werke durch den Erfolg der Planeten völlig in den Schatten gestellt wurden. Dennoch dirigierte er in den frühen 1920er Jahren selbst eine Einspielung. Sein persönlicher Favorit war der Satz Saturn.
Die Reihenfolge der Sätze entspricht derjenigen der Planeten im Sonnensystem – mit Ausnahme von Mars und Merkur. Die Bahn des Merkur verläuft in Wirklichkeit näher an der Sonne als die von Mars und Venus. Die Satzreihenfolge entspricht dagegen der Entfernung der Planeten zur Erde, wobei der Mars etwa 2 Millionen Kilometer weiter weg ist als die Venus. Daher vertreten einige Musikwissenschaftler die Theorie, dass der Mars aus musikalischen Gründen an den Anfang gestellt wurde, um die ersten vier Sätze in die bekannte musikalische Form einer Sinfonietta zu bringen. Ein anderer Erklärungsversuch ist es, dass Holst der weit verbreiteten Fehlvorstellung Rechnung tragen wollte, dass der Mars der Erde tatsächlich näher sei als die Venus.
Eine alternative Erklärung ist aus dem astrologischen Konzept der Dominanz bestimmter Tierkreiszeichen durch die Planeten abzuleiten. Listet man diese gemeinsam mit den ihnen zugeordneten Planeten in der traditionellen Reihenfolge auf, beginnend mit dem Widder, so ergibt sich genau die Reihenfolge der Sätze in der Suite.

## Besetzung der einzelnen Sätze
| Satz        | Besetzung |
| ----------- | --- |
| I. Mars     | 2 Piccolos, 2 große Flöten, 2 Oboen, 1 Englischhorn, 1 Bassoboe, 3 Klarinetten in B, 1 Bassklarinette in B, 3 Fagotte, 1 Kontrafagott 6 Hörner in F, 4 Trompeten in C, 2 Posaunen, 1 Bassposaune, 1 Euphonium in B, 1 Basstuba Pauken (2 Spieler), Schlagwerk (Kleine Trommel, Becken, Große Trommel, Tamtam) Orgel 2 Harfen Streicher                                |
| II. Venus   | 4 große Flöten, 3 Oboen, 1 Englisch Horn, 3 Klarinetten in B, 1 Bassklarinette in B, 3 Fagotte, 1 Kontrafagott 6 Hörner in F Schlagwerk (Glockenspiel) Celesta 2 Harfen Streicher |
| III. Merkur | 2 Piccolos, 2 große Flöten, 2 Oboen, 1 Englisch Horn, 1 Bassoboe, 3 Klarinetten (2 in A, 1 in B), 1 Bassklarinette in B, 3 Fagotte, 1 Kontrafagott 4 Hörner in F, 2 Trompeten in C Pauken (1 Spieler), Schlagwerk (Glockenspiel) Celesta 2 Harfen Streicher |
| IV. Jupiter | 2 Piccolos, 2 große Flöten, 3 Oboen, 1 Englisch Horn, 3 Klarinetten in B, 1 Bassklarinette in B, 3 Fagotte, 1 Kontrafagott 6 Hörner in F, 4 Trompeten in C, 2 Posaunen, 1 Bassposaune, 1 Euphonium in B, 1 Basstuba Pauken (2 Spieler), Schlagwerk (Triangel, Tamburin, Becken, Große Trommel, Glockenspiel) 2 Harfen Streicher                                       |
| V. Saturn   | 3 große Flöten, 1 Bassflöte in G, 2 Oboen, 1 Englisch Horn, 1 Bassoboe, 3 Klarinetten in B, 1 Bassklarinette in B, 3 Fagotte, 1 Kontrafagott 6 Hörner in F, 4 Trompeten in C, 2 Posaunen, 1 Bassposaune, 1 Basstuba Pauken (2 Spieler), Schlagwerk (Röhrenglocken) 2 Harfen Orgel (Pedale) Streicher                                                                  |
| VI. Uranus  | 2 Piccolos, 2 große Flöten, 2 Oboen, 1 Englisch Horn, 1 Bassoboe, 3 Klarinetten in B, 1 Bassklarinette in B, 3 Fagotte, 1 Kontrafagott 6 Hörner in F, 4 Trompeten in C, 2 Posaunen, 1 Bassposaune, 1 Euphonium in B, 1 Basstuba Pauken (2 Spieler), Schlagwerk (Xylophon, Becken, Tamburin, Kleine Trommel, Große Trommel, Tamtam) Orgel 2 Harfen Streicher           |
| VII. Neptun | 1 Piccolo, 2 große Flöten, 1 Bassflöte in G, 2 Oboen, 1 Englisch Horn, 1 Bassoboe, 3 Klarinetten in A, 1 Bassklarinette in B, 3 Fagotte, 1 Kontrafagott 4 Hörner in F, 4 Trompeten in C, 3 Posaunen Pauken (1 Spieler), Schlagwerk (Hängebecken, Große Trommel, Tamtam) Orgel (Pedale) Celesta 2 Harfen 6-stimmiger Frauen- oder Kinderchor (2 × 3 Stimmen) Streicher |

## Biographische Einbettung
Holst war zu jener Zeit Musiklehrer an der Mädchenschule St Paul’s School for Girls in Brook Green (Hammersmith), eine Tätigkeit, der er mit großem Engagement nachging. Nachdem das Schulgebäude um einen neuen Flügel ergänzt worden war, der einen schallisolierten Musikraum erhielt, nutzte er diesen fortan am Wochenende und in den Ferien intensiv zum Komponieren.
1913 erhielt Holst durch Kontakte mit dem englischen Manager der Ballets Russes die Gelegenheit, im Aldwych Theatre einer Probe des Sacre du printemps von Igor Strawinsky beizuwohnen. Es wird angenommen, dass Holst 1912 in London Aufführungen von Strawinskys Feuervogel in einer Inszenierung durch Djagilews Ballets Russes besuchte. Zudem hörte er wohl ein neues Werk von Arnold Schönberg namens Fünf Orchesterstücke, das bei seiner Premiere unter Sir Henry Wood mit Gelächter quittiert wurde. Holst charakterisierte den neuen Stil mit den Worten „Das klingt wie Wagner, nur ohne Melodien“. Im Januar 1914 dirigierte Schönberg selbst eine Aufführung. Diesmal gab sich das Publikum verträglicher. Der Premierendirigent Wood, der die zweite Hälfte des Konzerts dirigierte, bekam allerdings den größeren Applaus.
Holst hatte als erste, nicht ganz ernst gemeinte Reaktion auf Schönberg ein Stück mit dem Titel Futuristisches Tongedicht in H für die Studenten des Morley College komponiert. Das ironisch gemeinte Stück machte das Publikum mit exotischen „neuen“ Instrumenten bekannt wie der Kontrabass-Makrone, dem Babyphon („besonders attraktiv für Mütter“), dem Pneumatischen Röhren-Summafon sowie einem vierstimmigen Satz Schöpfkellen mit Dämpfer.
Obgleich sich Holst derart über Schönberg und die Moderne Schule lustig machte, hegte er eigentlich einen tiefen Respekt vor Neuer Musik. Seine 1913 komponierte St Paul’s Suite für Streichorchester zeigte zwar noch keinerlei Einflüsse von Strawinsky oder Schönberg, doch 1914 begann er die Arbeit an einem Werk mit dem Arbeitstitel Seven Pieces for Large Orchestra („Sieben Stücke für großes Orchester“). Er hatte sich bereits seit geraumer Zeit mit dem Gedanken beschäftigt, ein Werk dieser Größenordnung zu komponieren, das sich mit einer astrologischen Thematik auseinandersetzte. Nach der Lektüre von Was ist ein Horoskop? nahm dieses Projekt konkrete Formen an. In diesem Buch deutete Alan Leo die Charaktermerkmale von Menschen, die im Zeichen bestimmter Planeten geboren waren, ähnliche wie jene Stimmungsbilder, die Holst vorschwebten: Mars ist „willensstark und zuweilen zu überschwänglich“; Venus verstärkt die „affektive und emotionale Seite der in ihrem Zeichen Geborenen und verleiht ihnen so einen ausgeprägten Sinn für die Kunst und die Schönheit“; Merkur spendet die „Fähigkeit, den Verstand auf verschiedene Arten einzusetzen“; Jupiter „Freude und Lebenskraft im Überfluss (…), Edelmut und Großherzigkeit“; Saturn die Fähigkeit zum „langsamen, doch stetigen Fortkommen im Leben“ und Uranus eine Neigung zum „Metaphysischen und Okkulten, welche exzentrische, schwer verständliche und sprunghafte Reaktionen hervorruft“. Die unter Neptuns Einfluss Geborenen dagegen zeichnen sich durch psychische Sensibilität und eine Empfänglichkeit für jenseitige Erfahrungen aus.

## Werkstruktur
In Mars, the Bringer of War präsentiert Holst eine derart erstaunliche Vision der mechanisierten Kriegführung, dass viele Hörer immer wieder annahmen, das ungestüme Stück sei als Reaktion auf den Ersten Weltkrieg komponiert worden. In Wirklichkeit begann Holst diese Komposition bereits mehrere Monate vor Ausbruch des Krieges. Die breite Öffentlichkeit erfuhr dagegen zum Teil erst Jahre nach dem Ende des Ersten Weltkrieges vom Grauen der Schützengräben, dem Horror des Gaskriegs, der Ohnmacht gegenüber den ersten Panzerangriffen und Flächenbombardierungen oder auch nur von den tatsächlichen Opferzahlen, die jede Vorstellungskraft sprengten.
Bei Kriegsbeginn wurde deutsche Musik in Großbritannien verboten, und deutsche Musiker verloren aufgrund ihrer Herkunft ihre Anstellung bei Orchestern. Gustav von Holsts Familie stammte ursprünglich aus Schweden, war jedoch bereits zu Anfang des 19. Jahrhunderts nach London emigriert; Holst selbst war in den Cotswolds aufgewachsen. 1914 hatte er eben erst ein Haus in Thaxted in der Grafschaft Essex gekauft, wo ihn die Dorfbewohner jetzt mit einem gewissen Argwohn beäugten. Dieser Konflikt wurde jedoch bald bewältigt, und Holst durfte weiter lehren und komponieren wie zuvor.
Holsts Biograph Michael Short belegte Einflüsse des Feuervogels und der Fünf Orchesterstücke sowie von Ralph Vaughan Williams’ A Sea Symphony auf den Satz Venus, the Bringer of Peace und kommentierte Holsts Neigung, aus eigenen Kompositionen zu zitieren. Nach Venus schrieb er zunächst Jupiter, the Bringer of Jollity, der mit seinen anfänglichen Echos des Jahrmarkts aus Petruschka eine wundervoll ausgelassene Atmosphäre besitzt. Daran schließt sich eine Melodie im Stil des nobilmente-Motivs aus Elgars zweiter Sinfonie an, die er 1921 unter dem Namen Thaxted auch für das Lied I Vow to Thee, My Country verwendete.
Nach einer kurzen Unterbrechung, während der er einen Chorsatz des Nunc dimittis für den Chor der Kathedrale von Westminster schrieb, nahm Holst 1915 die Arbeit an den Planeten wieder auf. Saturn, the Bringer of Old Age zeichnet das unerbittliche Herannahen des Sensenmanns und die panische Reaktion seines Opfers schmerzlich-treffend nach.
Uranus, the Magician zeigt Einflüsse von Paul Dukas’ Zauberlehrling sowie – an gewissen, übermütig trampelnden Stellen – von Strauss’ Till Eulenspiegel.
Im Satz Neptune, the Mystic wird durch das Stilmittel einer schrittweisen Ausblendung (das ganze Stück ist pianissimo) der Eindruck erzeugt, dass der Hörer die Grenze des bekannten Universums verlässt und in die dahinter liegende Leere eintritt. Um diesen Eindruck zu unterstützen, setzt Holst einen Frauenchor ein, welcher laut Partitur in einem angrenzenden Raum und unsichtbar für das Publikum platziert werden soll. Gegen Ende des Satzes bleiben nur noch Frauenstimmen aus der Ferne über, die langsam ausgeblendet werden, indem die Tür zu dem angrenzenden Raum langsam und leise geschlossen wird.
Es blieb noch Mercury, the Winged Messenger, doch Holst musste die Arbeit an den Planeten zunächst unterbrechen, um seine Japanische Suite für den Tänzer und Choreographen Michio Ito vom Londoner Coliseum zu komponieren. Er schrieb daher den Satz Mercury mit seinen ständig wechselnden Rhythmen und Bitonalität erst Anfang 1916.

## Rezeptionsgeschichte
Bis 1916 existierte ein Großteil der Komposition nur in der Fassung für zwei Klaviere. Zum ersten Mal aufgeführt wurde diese Fassung im Musiksaal der Schule – in Anwesenheit von Ralph Vaughan Williams – durch zwei von Holsts Assistentinnen, Vally Lasker und Nora Day. Die beiden Pianistinnen arrangierten später den Notentext für Piano vierhändig. Die Orchestrierung des neuen Werks leistete Holst überwiegend im Jahr 1916, in dem er auch mehrere Aufführungen seiner anderen Werke leitete und seinen Lehrverpflichtungen nachkam.
In jenem Jahr machte Holst die Bekanntschaft des Dirigenten Adrian Boult, der einige Stücke für ein kleineres Orchester bei ihm bestellt hatte. Im Verlauf ihrer Gespräche arrangierte Holst ein Vorspiel der Planeten in der Fassung für zwei Klaviere, woraufhin Boult einige kleinere Stücke von Holst in sein Konzertprogramm aufnahm. Gegen Kriegsende erhielt Holst eine Anfrage vom CVJM wegen einiger Benefizkonzerte für im Ausland stationierte englische Truppen. Er sollte dazu nach Thessaloniki reisen. Doch unmittelbar vor der geplanten Abfahrt kündigte sein Freund und gelegentlicher Mäzen Henry Balfour Gardiner überraschend an, dass Boult eine private Premiere der Planeten in der Queen’s Hall dirigieren würde. Die Vorstellung vor ausgewählten Freunden, Schülern und Kollegen war ein triumphaler Erfolg.
Noch während Holst sich im Ausland aufhielt, dirigierte Boult mehrere öffentliche Konzerte der Planeten. Da er den Eindruck hatte, das Publikum könne nicht mehr als 30 Minuten Neue Musik am Stück ertragen, ließ er Venus und Neptun jedoch aus. Holst selbst kehrte 1919 nach England zurück und dirigierte im November eine weitere unvollständige Aufführung, diesmal jedoch einschließlich Venus. Das gesamte Werk wurde erstmals im November 1920 vom London Symphony Orchestra unter Albert Coates mit Erfolg bei Publikum und Kritik aufgeführt. Bald folgten Aufführungen im Ausland, zum Beispiel die szenische Aufführung als Ballett mit der Choreographie von Harald Kreutzberg an der Berliner Staatsoper 1929, dort als Tanzsymphonie bezeichnet, so dass Holst internationale Berühmtheit erlangte.
Als Nebeneffekt dieses Erfolges wurde er von Ralph Vaughan Williams im Nachhinein darum ersucht, die Melodie, die das Kernstück des Jupiter bildet, als patriotische Hymne (I Vow to Thee, My Country) auszusetzen. Holst gestattete dies nur zögerlich; zu seiner Erleichterung passte der von Cecil Spring-Rice verfasste Text wenigstens rhythmisch genau zur Melodie. Dieses Lied ist seither im anglophonen Sprachraum einerseits sehr populär – Prinzessin Diana wünschte es sich beispielsweise zu ihrer Trauung, und es wurde auch zu ihrem Begräbnis gesungen. Andererseits ist sein Text in neuerer Zeit wegen rassistischer und kriegsverherrlichender Untertöne nicht unumstritten. Eine Version mit dem Titel World in Union wird seit 1991 als Titelmusik der Rugby-Union-Weltmeisterschaft genutzt.
Im März 1972 dirigierte Leonard Bernstein in seinem “Young People’s Concert” die Planeten-Suite und ergänzte sie mit einer Improvisation namens “Pluto, the Unpredictable”.
Im Jahre 2000 komponierte Colin Matthews auf Anregung des Dirigenten Kent Nagano für das Hallé-Orchester einen achten Satz „Pluto, der Erneuerer“ (Pluto, the Renewer), der dem damals noch als Planet eingestuften, vier Jahre vor Holsts Tod entdeckten Pluto gewidmet ist. Die Uraufführung des Werkes von Matthews fand mit dem Hallé-Orchester unter Nagano am 11. November 2000 in Manchester statt. Seither wird es oft in neueren CD-Aufnahmen miteingespielt.
2006 wurden unter dem Konzert-Titel Ad Astra vier weitere Werke, die inspirativ mit der Holst-Suite in Verbindung stehen, durch die Berliner Philharmoniker unter Sir Simon Rattle uraufgeführt, und zwar von Kaija Saariaho (Asteroid 4179: Toutatis), Matthias Pintscher (towards Osiris), Mark-Anthony Turnage (Ceres) und Brett Dean (Komarov’s Fall).
2014 schuf schließlich als letzte Ergänzung Clément Mepas aus Mâcon (Frankreich) den Satz „Erde“ ( Terre ), auch genannt „Erde: Lebensbringerin“.
„Die Planeten“ in anderen musikalischen Werken
- Der Jazzpianist Manuel Krass bezieht sich mit seinem Trio Krassport in dem Album The Planets – Discovering Gustav Holst auf die gesamte Suite und setzt sie in einen Jazzkontext.
- In dem Titel Running von Sarah Brightman benutzt sie einen Teil aus Jupiter, the Bringer of Jollity am Anfang und am Ende des Liedes.
- Das Thema des Jupiter-Satzes wird in Frank Zappas Stück Invocation and Ritual Dance of the Young Pumpkin (Album Absolutely Free, 1967) zitiert.
- Die Einleitung des Stückes The Prophet der Progressive-Rock-Band Yes auf dem Album Time and a Word zitiert ebenfalls Jupiter.
- Die Progressive-Rock-Band King Crimson spielte bei ihren Live-Auftritten 1969 ein vereinfachtes Arrangement von Mars; auf ihrem zweiten Album In the Wake of Poseidon (1970) erschien es unter dem Titel The Devil’s Triangle.
- Das Riff im Song Black Sabbath (1970) der gleichnamigen Rockband Black Sabbath basiert auf dem einleitenden Thema aus Mars.
- Die Rockband Manfred Mann’s Earth Band ließ sich bei ihrem Album Solar Fire (1973) von den Planeten inspirieren. Ihre Single Joybringer aus demselben Jahr basiert auf dem Thema von Jupiter. Auf dem Album Masque sind mehrere Versionen des Jupiter zu hören. Auf dem Album 2006 von Manfred Mann gibt es eine bearbeitete Version des Mars.
- In Fool’s Overture von Supertramp aus dem Album Even in the Quietest Moments … (1975) wird ein Thema aus Venus zitiert.[11]
- Die Rockband Diamond Head veröffentlichte 1980 den Song Am I Evil?, der durch das Cover der Rockband Metallica große Bekanntheit erlangte. Das Intro intoniert Anteile aus Mars.[12]
- Der Niederländer Ed Starink kreierte 1989 eine Synthesizeradaption, die neben den Kompositionen von Gustav Holst auch eigene Kompositionen enthält, die als Überleitungen fungieren.
- Die schwedische Metal-Band Bathory, welche als Begründer für den heutigen Black- und Viking Metal gilt, verwendete im Stück Hammerheart, das auf der 1991 erschienenen Platte Twilight of the Gods enthalten war, das Thema von Jupiter.
- Das Album NATO der slowenischen Band Laibach wurde von einem gleichnamigen Stück eingeleitet, welches eine elektronische Adaption von Mars darstellt.
- Einzelne Passagen aus Mars, the Bringer of War wurden in dem 20 Minuten langen Titelstück des Albums The Divine Wings of Tragedy der US-amerikanischen Progressive-Metal-Band Symphony X zitiert.
- Ähnlichkeiten zu den Teilen in Andante von Neptune, the Mystic finden sich auch in den Werken der US-amerikanischen Filmkomponisten James Horner – der wie Holst am Royal College of Music in London studierte.
- 1977 setzte Isao Tomita die Orchestersuite für Synthesizer auf seine Art um: Dem Satz zum Planeten Mars stellte er einen mit dem Jupiter-Thema dominierten Raketenstart mit Countdown voran, was den Satz auf eine Länge von über 10 Minuten brachte.
- Die britische Metal-Band Iron Maiden spielt einen Teil aus Mars, the Bringer of War als Intro bei ihrer im Oktober 2006 gestarteten Tournee. Das Thema „Krieg“ ist ein inhaltlicher Schwerpunkt des auf dieser Tour vorgestellten neuen Albums A Matter of Life and Death.
- Die amerikanische Death-Metal-Band Nile zitiert auf ihrem Album Amongst the Catacombs of Nephren-Ka mit dem Song Ramses – Bringer of War den Mars sowohl vom Titel her als auch musikalisch.
- Auf der 1986 erschienenen LP Emerson, Lake & Powell ist eine Adaption von Mars, the Bringer of War enthalten.
- Im Jahr 2001 verarbeitete Vangelis das Mars-Thema in seinem Album Mythodea – Music for the NASA Mission: 2001 Mars Odyssey.
- 2023 veröffentlichte der Jazzmusiker Mark Schwarzmayr als Jazz-Adaption die Bigband-Suite The Planets Jazz.[13]

## „Die Planeten“ in der Filmmusik
- Elliot Goldenthal verwendete Teile in seiner Filmmusik zu Batman Forever.
- Der Soundtrack von Danny Elfman zu dem Film Batmans Rückkehr weist starke Ähnlichkeiten auf.
- Die Filmkomponistin Shirley Walker verwendete zahlreiche Elemente der Musik, z. B. im Soundtrack zu Batman und das Phantom.
- An zahlreichen Stellen des Soundtracks zu dem Film Gladiator von Hans Zimmer ertönen Klänge aus Mars („The Battle“).
- Das Thema von Mars diente John Williams als Inspiration und Grundlage zur Filmmusik der Star-Wars-Filme (1977 ff.).
- 1984 wurde der Mars-Satz als Filmmusik in Greystoke – Die Legende von Tarzan, Herr der Affen verwendet (Regie: Hugh Hudson, Musik: John Scott)
- Ähnlichkeiten finden sich in den Kompositionen für die Science-Fiction-Filme Aliens – Die Rückkehr („Main Title“, Komponist: James Horner) und Predator („Self Destruction“, Komponist: Alan Silvestri).
- Ähnlichkeit zum Mars weist das Isengard-Thema aus Der Herr der Ringe von Howard Shore auf, das ebenfalls im 5/4-Takt geschrieben ist und dessen Hauptmerkmale ein starker Marschrhythmus und ein kurzes aber prägnantes Blechbläser-Motiv sind.
- Der Start von John Glenns Friendship 7 Mercury-Mission wird im Philip-Kaufman-Film Der Stoff, aus dem die Helden sind mit dem Thema von Jupiter untermalt.
- In der Folge Im Schmerz geboren der Fernsehreihe Tatort sind die Sätze Mars und Uranus zu hören, in der Folge Zwei Leben ebenfalls Teile aus Mars und Saturn.
- In Staffel 1, Folge 7 der Fernsehserie Happy! von 2017 wird der Mars zur musikalischen Untermalung verwendet.
- John Powell ließ sich für die Ice-Age-Soundtracks und Solo: A Star Wars Story teilweise eindeutig von Die Planeten beeinflussen. So erinnert der Anfang von Extreme Possum aus dem OST von Ice Age 2 an den Merkur-Satz, während der Anfang der End Credits aus Ice Age 3 stark an den Jupiter-Satz angelehnt ist.
- 1994 drehte Barbara Willis Sweete für das kanadische Fernsehen den Eislauffilm The Planets mit Musik aus der Planeten-Suite, mit Paul Duchesnay, Isabelle Duchesnay und Brian Orser in den Hauptrollen. Es spielte das Montreal Symphony Orchestra unter der Leitung von Charles Dutoit. Der Film wurde 1996 für einen Grammy für die beste Musik nominiert.[14]
- In Staffel 1, Episode 4 der Fernsehserie Mr. Robot ist die Rückblende, wenn Elliot und Darlene die Idee für fsociety haben, mit Neptun untermalt.[15]

## „Die Planeten“ in Computerspielen
- Sierras Spiel Outpost aus dem Jahre 1994, das vom Aufbau einer menschlichen Kolonie in einem fernen Sternensystem handelt, nachdem die Erde durch einen Asteroidentreffer unbewohnbar wurde, spielt eine MIDI-Version von Mars, der Bringer des Krieges ab, wenn die Startsequenz des Kolonieschiffes beginnt. Von dieser Version wurde eine CD produziert.
- In Commander Keen 5 ist das Lied Mars, der Kriegsbringer, im letzten Level, dem Quantum Explosion Dynamo zu hören.
- In Zak McKracken ist Mars, der Kriegsbringer zu hören, wenn die Charactere Melissa und Lesslie auf dem Mars zum ersten Mal gesteuert werden.
- Im Videospiel Super Mario Bros. 3 basiert die Melodie der Luftschifflevel auf dem Stück von Mars, the Bringer of War.
- Die Hintergrundmusik des Computerspiels Mega lo Mania basiert auf Mars, the Bringer of War.
- Eine Phrase aus Jupiter, the Bringer of Jollity wird im Soundtrack des Computerspiels Catherine zitiert.